# Ōno (Gifu)
Pour les articles homonymes, voir Ono.
Ōno (大野町, Ōno-chō) est un bourg du district d'Ibi, dans la préfecture de Gifu au Japon.
Au 1er mai 2014, la population s'élevait à 23 480 habitants répartis sur une superficie de 34,18 km2.